# Priapulopsis australis
Espèce
Synonymes
- Priapuloides australis de Guerne, 1886

Priapulopsis australis est une espèce de vers marins de l'embranchement des Priapulida de l'océan Antarctique.